# ...E mi manchi tanto (album)
...E mi manchi tanto è il secondo album di studio del complesso musicale italiano degli Alunni del Sole, pubblicato nel 1973.

## Descrizione
Contiene romantiche ballate in gran parte composte dall'esponente di punta del complesso e voce solista Paolo Morelli.
A brani inediti come quello omonimo si aggiungono delle canzoni che erano già uscite negli anni precedenti, ma solo su singolo; per questo, l'album ha aspetti antologici. Lo stesso fenomeno si era del resto presentato del resto nell'LP precedente Dove era lei a quell'ora. Diversi dei precedenti singoli finiscono per essere pubblicati per la prima volta su LP separando la facciata A dalla facciata B, per cui può accadere di trovare la prima facciata di un 45 giri in Dove era lei a quell'ora e il retro nel presente album (o viceversa).
I due vecchi cavalli di battaglia del gruppo, L'aquilone e Concerto, vengono ripubblicati in questo LP dopo diversi anni, proposti in versione riarrangiata anche in un nuovo 45 giri; le nuove versioni, che presto diverranno ben più note di quelle originali, si avvalgono del contributo dell'orchestra di Gian Piero Reverberi che, godendo già a quei tempi di un'ottima fama, era precedentemente stato contattato da Paolo Morelli. Completamente rifatta risulta anche la canzone Fiori, uscita anni prima durante il periodo di musica beat. Proprio grazie ai nuovi arrangiamenti dei pezzi più datati si riesce a conferire all'album un carattere omogeneo, con un costante riferimento ai temi amorosi e un sound basato sull'uso generoso di orchestra e pianoforte. Poche, ultime eco dell'epoca beat restano ormai solo nel pezzo Ritorna fortuna. 
I ritornelli infantili sarà utilizzata come retro del singolo Un'altra poesia dell'anno successivo. Visto che in un modo o nell'altro quasi tutte le canzoni di questo LP sono uscite su 45 giri, è questo l'album degli Alunni del Sole meglio rappresentato nelle antologie del gruppo, a cominciare dalla nota Raccolta di successi.
Il singolo inedito è ...E mi manchi tanto/i ritornelli inventati. Tra l'altro, la canzone ... E mi manchi tanto sarà più tardi ripresa da diversi artisti per produrre altrettante cover, per esempio da parte di Patty Pravo e di Franco Simone nel suo album VocEpiano.

## Brani
Lato A
1. ...E mi manchi tanto
2. Isa... Isabella
3. L'aquilone
4. La maggiore età

Lato B
1. Concerto
2. I ritornelli inventati
3. Ritorna fortuna
4. I ritornelli infantili
5. Fiori